# Ulica Świętego Jana 6

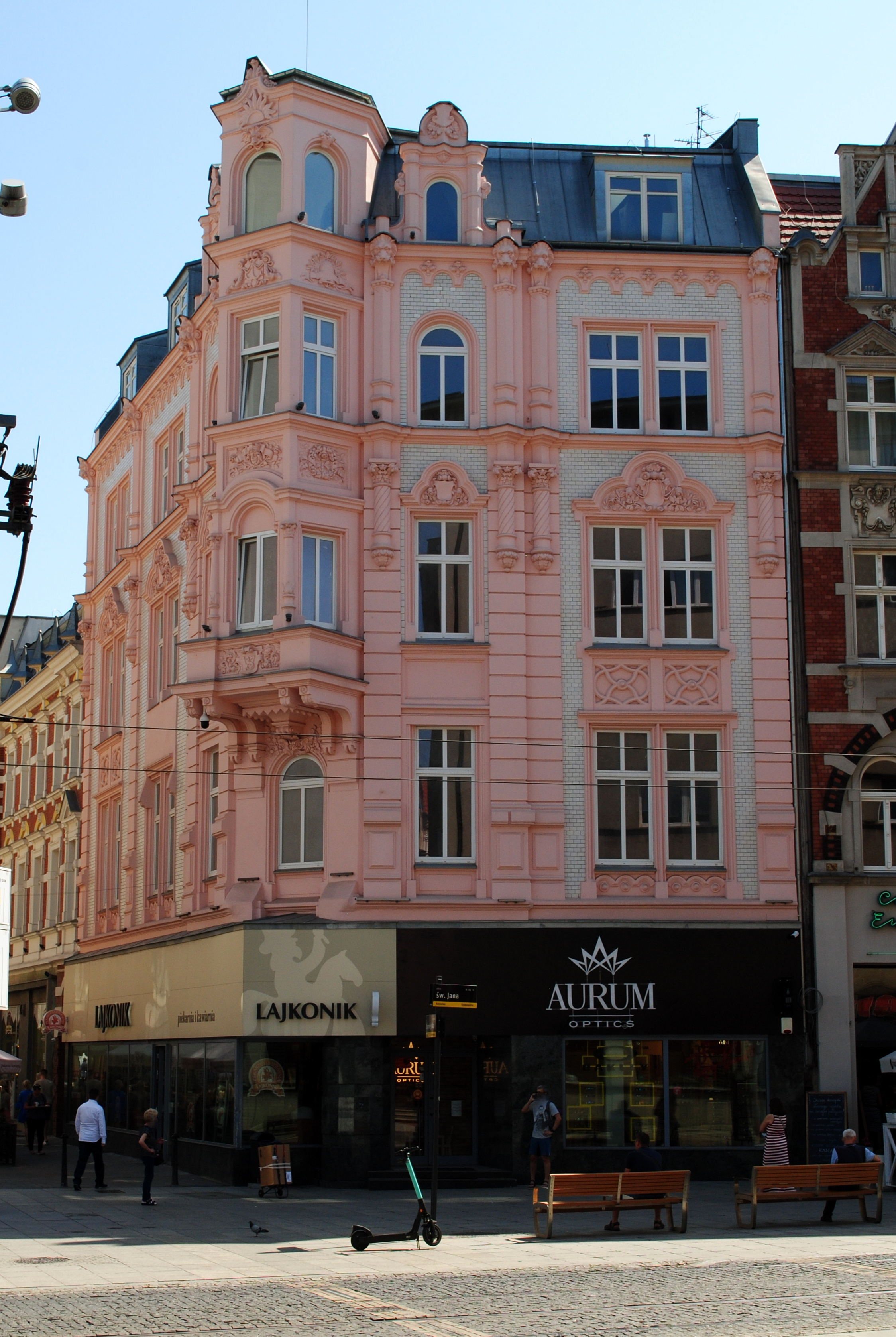
Ansicht von Westen, 2022

Das Gebäude Ulica Świętego Jana 6 ist ein Wohn- und Geschäftshaus in Katowice (deutsch Kattowitz, Woiwodschaft Schlesien) in Polen. Es wurde 1892 im Stil des Eklektizismus errichtet und steht seit 1989 unter Denkmalschutz.
Das fünfgeschossige Eckhaus mit einem dreigeschossigen Erker liegt im Nordwesten des Stadtbezirks Śródmieście (Innenstadt) an der Ulica Świętego Jana 6 (bis 1922: Johannesstraße 6) und der Ulica Staromiejska 1 (Querstraße 1). Architekt war C. Häusler. Umbauten erfolgten 1929 und in den 1960er-Jahren. Das Haus wurde am 23. Oktober 1989 unter der Nummer A/1393/89 in das nationale Verzeichnis der Baudenkmäler der Woiwodschaft Schlesien aufgenommen.